# إليشا ج. جونسون
كان إليشا غراهام جونسون (11 يناير 1839 - 21 يوليو 1875) طبيبًا وعضوًا في مجلس شيوخ فلوريدا والذي كان لقتله تداعيات سياسية كبيرة.
ولد جونسون في كارولاينا الشمالية، وكان أحد ثلاثة عشر طفلًا من هنري جونسون وفويبي هول. خدم في جيش الولايات الكونفدرالية خلال الحرب الأهلية الأمريكية مع 69 من مشاة كارولاينا الشمالية، ورقي إلى رتبة رائد. انتقل إلى فلوريدا بعد الحرب. لقد كان طبيبًا، ونائب جامع لمكتب الإيرادات الداخلية. تم انتخابه لأول مرة في مجلس الشيوخ في فلوريدا في عام 1870، بعد إبطال فوزه الواضح من قبل خصمه، تشارلز روس، بسبب مخالفات الانتخابات وحملة تخويف الناخبين السود من قبل أنصار روس. كان جونسون متحالفًا مع الفصيل الجمهوري (الليبرالي)، الذي كان في تلك المرحلة متعادلًا مع الديمقراطيين المحافظين، 12-12. تم كسر التعادل في 21 يوليو 1875 عند مقتل جونسون أثناء البحث عن مقطرة، على بعد حوالي 10 أميال من فرناندينا بفلوريدا. قال مصدر إن جونسون «أغلق متجره العام في ليك سيتي وكان يسير إلى المنزل عندما قُتل. أدى ذلك إلى كسر التعادل 12-12 في مجلس الشيوخ بين الجمهوريين والمحافظين.» بينما قال مصدر آخر أنه قُتل «في منشأة زيت التربنتين بالقرب من منزله في ليك سيتي بفلوريدا».
تم القبض على المشتبه به ووجهت إليه تهمة القتل بعد حوالي شهرين. النتيجة غير معروفة.
بقيت زوجته جيني رويال ووالده من بعده، وقد دُفن في مقبرة بوسك بيلو في فرناندينا بيتش بفلوريدا. يقول مصدر مختلف «لقد بقيت زوجته إليزا، التي توفيت في عام 1921 ودُفنت في نفس القطعة».